# Lessons to Be Learned
Lessons to Be Learned – pierwszy album australijskiej piosenkarki oraz autorki piosenek i tekstów Gabrielli Cilmi, wydany 31 marca 2008 w Wielkiej Brytanii i znacznie później innych krajach. W USA płyta ukazała się oficjalnie dopiero w marcu 2009.
Album został wydany nakładem Island Records w Wielkiej Brytanii 31 marca 2008 (2008 w muzyce). Napisany jest po części przez Cilmi i jego producentów muzycznych występujących profesjonalnie jako Xenomania. W Australii płytę wydano dopiero 10 maja 2008, a w Polsce nawet dopiero pod koniec października 2008. Natomiast w Stanach Zjednoczonych została wydana w marcu 2009.
Jako dodatkowy kawałek w brytyjskiej wersji Deluxe, jak i w standardowym wydaniu brytyjskim czy brazylijskim (również w polskim) Gabriella Cilmi wykonuje "Echo Beach", słynny przebój nowo falowy kanadyjskiej grupy Martha and the Muffins z Toronto.
10 listopada 2008 wydano 4. singel z tego albumu, w Wielkiej Brytanii, "Sanctuary".

## Spis utworów

### Standardowe międzynarodowe wydanie
1. "Save the Lies" (Cilmi, Miranda Cooper, Brian Higgins, Tim Powell, bob Bradley, Saint Etienne)[8] – 3:38
2. "Sweet About Me" (Cilmi, Nick Coler, Cooper, Higgins, Powell, Tim Larcombe) – 3:25
3. "Sanctuary" (Cilmi, Cooper, Higgins, Powell) – 3:28
4. "Einstein" (Cilmi, Cooper, Higgins, Larcombe, Powell) – 3:40
5. "Got No Place to Go" (Cilmi, Cooper, Higgins, Coler, Powell) – 3:23
6. "Don't Wanna Go to Bed Now" (Cilmi, Coler, Cooper, Higgins, Powell) – 3:10
7. "Messy" (Cilmi, Coler, Cooper, Higgins, Larcombe, Powell) (Brak w greckim, czy brazylijskim, jak i polskim wydaniu) – 3:55
8. "Awkward Game" (Cilmi, Cooper, Higgins, Powell, Shawn Mahan) – 3:28
9. "Safer" (Cilmi, Coler, Cooper, Higgins) – 3:24
10. "Cigarettes and Lies" (Mike Christer, Cilmi, Cooper, Higgins, Larcombe, Powell) – 2:51
11. "Terrifying" (Cilmi, Coler, Cooper, Higgins, Larcombe, Powell) – 2:38
12. "Sit in the Blues" (Christer, Cilmi, Cooper, Higgins, Larcombe) – 3:24

Dodatkowe kawałki
- "Echo Beach" [Brytyjski, polski i brazylijski dodatek] (Mark Gane, światowy hit nowej fali w 1979 dla Martha and the Muffins)
- "Sorry" [Australijski dodatek] (Cilmi/Barbara Hannan/Adrian Hannan)

### Australijskie wydanie: Deluxe Edition
Dysk 1
1. Save The Lies
2. Sweet About Me
3. Sanctuary
4. Einstein
5. Got No Place To Go
6. Don't Wanna Go To Bed Now
7. Messy
8. Awkward Game
9. Safer
10. Cigarettes & Lies
11. Terrifying
12. Sit In The Blues
13. Sorry

Dysk 2 (minialbum akustyczny)
1. Sanctuary
2. Sweet About Me
3. Cigarettes & Lies
4. Awkward Game
5. Cry Me A River
6. Got No Place To Go
7. Save The Lies
8. Terrifying
9. Safer

### Brytyjskie wydanie: Deluxe Edition
1. Save The Lies
2. Sweet About Me
3. Sanctuary
4. Einstein
5. Got No Place To Go
6. Don't Wanna Go To Bed Now
7. Messy
8. Awkward Game
9. Safer
10. Cigarettes And Lies
11. Terrifying
12. Sit In The Blues
13. Sweet About Me
14. Cry Me A River
15. Round and Round
16. Echo Beach
17. Warm This Winter

## Najwyższe notowania na rozmaitych listach przebojów
| Lista przebojów (2008)                   | Najwyższe notowanie Position |
| ---------------------------------------- | ---------------------------- |
| ARIA Charts                              | 2                            |
| Austrian Albums Char                     | 6                            |
| Dutch Albums Chart                       | 12                           |
| Media Control Charts                     | 10                           |
| Italian Albums Chart                     | 40                           |
| New Zealand Albums Chart                 | 6                            |
| Switzerland Albums Chart                 | 7                            |
| UK Albums Chart                          | 8                            |
| U.S. Billboard (European Top 100 Albums) | 16                           |

### Potwierdzenie sprzedaży w rozmaitych krajach
| Kraj      | Agencja potwierdzająca | Osiągniety stopień sprzedaży | Sprzedaż/Nr egzemplarzy skierowanych do handlu detalicznego |
| --------- | ---------------------- | ---------------------------- | ----------------------------------------------------------- |
| Australia | ARIA                   | Platinum                     | 70,000+                                                     |
| Niemcy    |                        | Gold                         |                                                             |

## Historia wydań w rozmaitych krajach i formatach
| Region/Kraj                | Data       | Wytwórnia              | Format               | Nr katalogowy |
| -------------------------- | ---------- | ---------------------- | -------------------- | ------------- |
| Wielka Brytania            | 2008-03-31 | Island Records         | CD, digital download | 1763307       |
| Australia                  | 2008-05-10 | Mushroom Records       | CD, digital download | 5144275002    |
| Nowa Zelandia              | 2008-05-12 | Warner Bros. Records   | CD, digital download | 5144275002    |
| Europa                     | 2008-06-20 | Island Records         | CD, digital download | 060251773945  |
| Brazylia                   | 2008-09-10 | Universal Music Brasil | CD                   | 602517739468  |
| Stany Zjednoczone          | 2009-03-17 | Universal Republic     | CD                   |               |
| Polska                     | 2008-10-24 | Universal Music Polska | CD                   | 1785089       |
| Australia (Deluxe Edition) | 2008-10-11 | Mushroom Records       | CD                   | 5186504315    |